# Ratnasambhava
Ratnasambhava traduït literalment com "nascut d'una joia" és un déu que pertany a la família búdica dels Dhyani-buddha venerats en el budisme tibetà. Correspon a un dels cinc Budes que formen part de ser emanacions del Buda absolut. Apareixen amb freqüència en el mandala japonès. Principalment, es mostren en mandales Vajrayana utilitzats en la meditació. Aquests encarnen cinc savieses fonamentals com: la ira, el desig, la ignorància, l'enveja i l'orgull per poder alliberar-nos del cicle del patiment o la mort samsara.
Cadascun té un mudra que correspon a un dels cinc episodis de la vida del Buda històric. Com a distinció se l'associa a cadascun d'ells una direcció, un color, un consort, una muntura, un sentit, un shakti (energia femenina), bija (sílaba-so), un bodhisattva Dhyani en dues formes (un amable i l'altre feroç) Existeixen diversos conjunts dels cinc Budes, però Dinichi Nyorai és el Buda central de tots ells. Ratnasambhava s'inclou dins d'un dels grups més comuns de Budes. Els cinc budes Dhyani són: Vairochana, Aksobhya, Ratnasambhava, Amitabha i Amoghasiddhi.

## Descripció del Buda
Segons la tradició budista, Ratnasambhava, també conegut com "el nascut d'una joia" encara que el seu nom es pot traduir com "el que produeix joies", resideix al sud del Mandala i està associat amb l'element de la terra. El seu moment del dia és el migdia i se'l presenta amb un color groc daurat que simbolitza la riquesa i la fertilitat de la terra. El seu consort és Mamaki i la seva muntura és el cavall o el lleó. Està associat amb la destrucció de la avarícia i la transformació de l'orgull en samatajnana, la saviesa de la igualtat. Veient així la humanitat comuna en tots els homes i dones, no fent distincions entre classes socials, raça o sexe, sinó apreciant a tothom per igual.
Per poder vincular-nos amb la igualtat hem d'oferir els quatre tipus de generositat: donar objectes materials, donar Dharma, llibertat de la por i d'amor que es tradueix en el desig de la felicitat, les seves causes i que els altres l'experimentin. Quan aquest aspecte positiu es troba barrejat amb el de la inconsciència de la realitat es transforma en un aspecte impur d'avarícia i arrogància. Està associat, per tant, amb el regne humà de la Roda de la Vida.

### Representació
Ratnasambhava està envoltat d'una sèrie de símbols i atributs relacionats amb la riquesa i la generositat que revelen aspectes importants de la seva ensenyança i naturalesa, com per exemple la joia que sosté amb una de les seves mans o el "varada mudra" (mudra de donar).

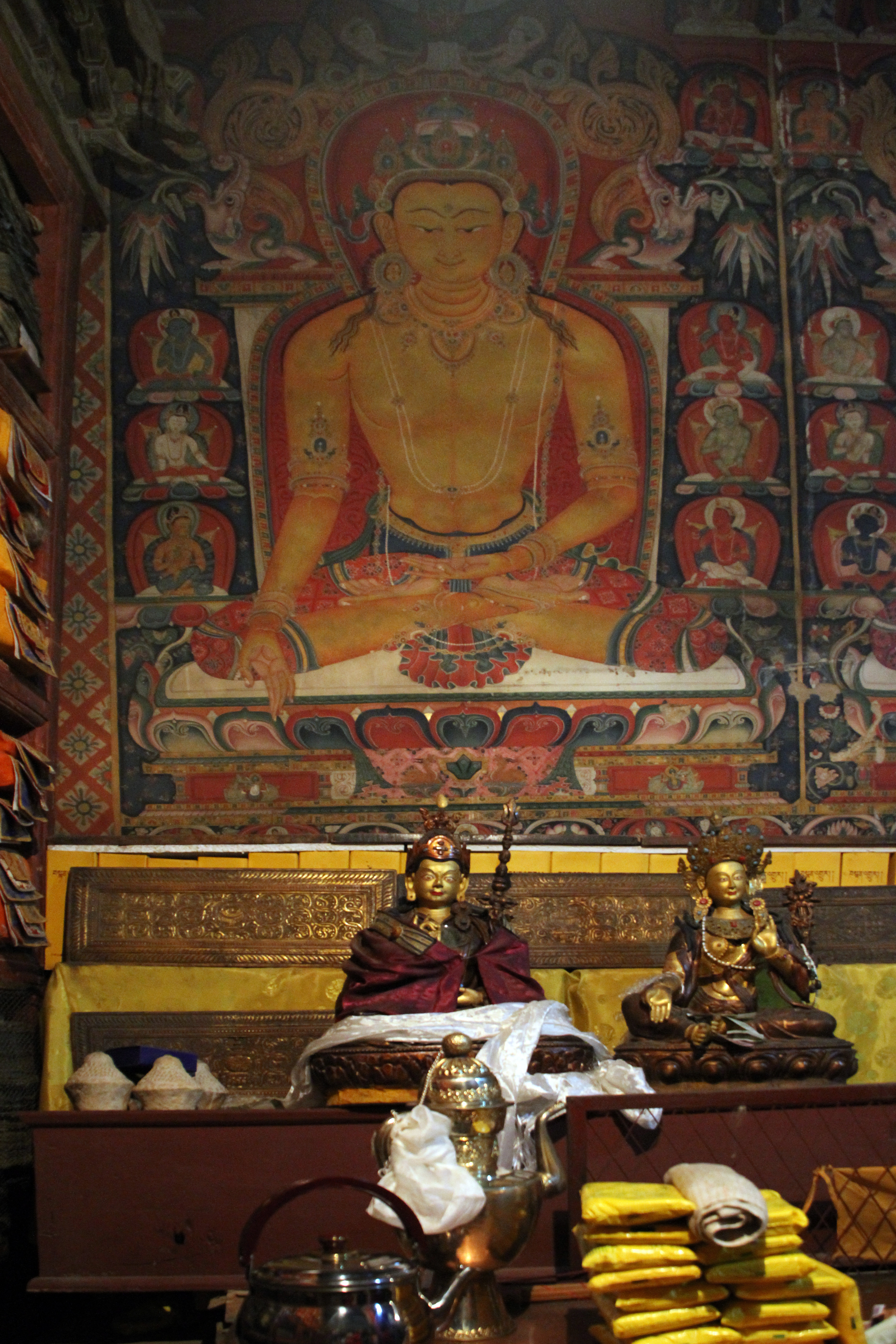
Ratnasambhava, representació iconogràfica

Ratnasambhava es troba típicament assegut en la postura de lotus, una postura meditativa que reflecteix la seva naturalesa serena i equilibrada i amb la varada mudra com a gest de donar o de caritat. La joia (Ratna) sol ser representada com un chintamani, una gemma que té el poder de concedir desitjos així com de dissipar la pobresa i el patiment. El seu rostre sovint expressa un somriure compassiu, transmetent la idea d'una benevolència universal cap a tots els éssers.

### Simbologia
En la pràctica budista, meditar en Ratnasambhava es considera una forma poderosa de cultivar la generositat, la gratitud i l'abundància en la vida. Es pensa que en connectar-se amb l'energia i la saviesa de Ratnasambhava es pot transformar les actituds egoistes en actitud altruistes i experimentar una sensació de plenitud i satisfacció interior. La llum daurada de Ratnasambhava dissol les vores de l'un i l'altre, desapareixen els nostres sentits de propietat i possessió i d'aquesta manera comparteixes el que tens amb la resta de persones.

#### Shakti

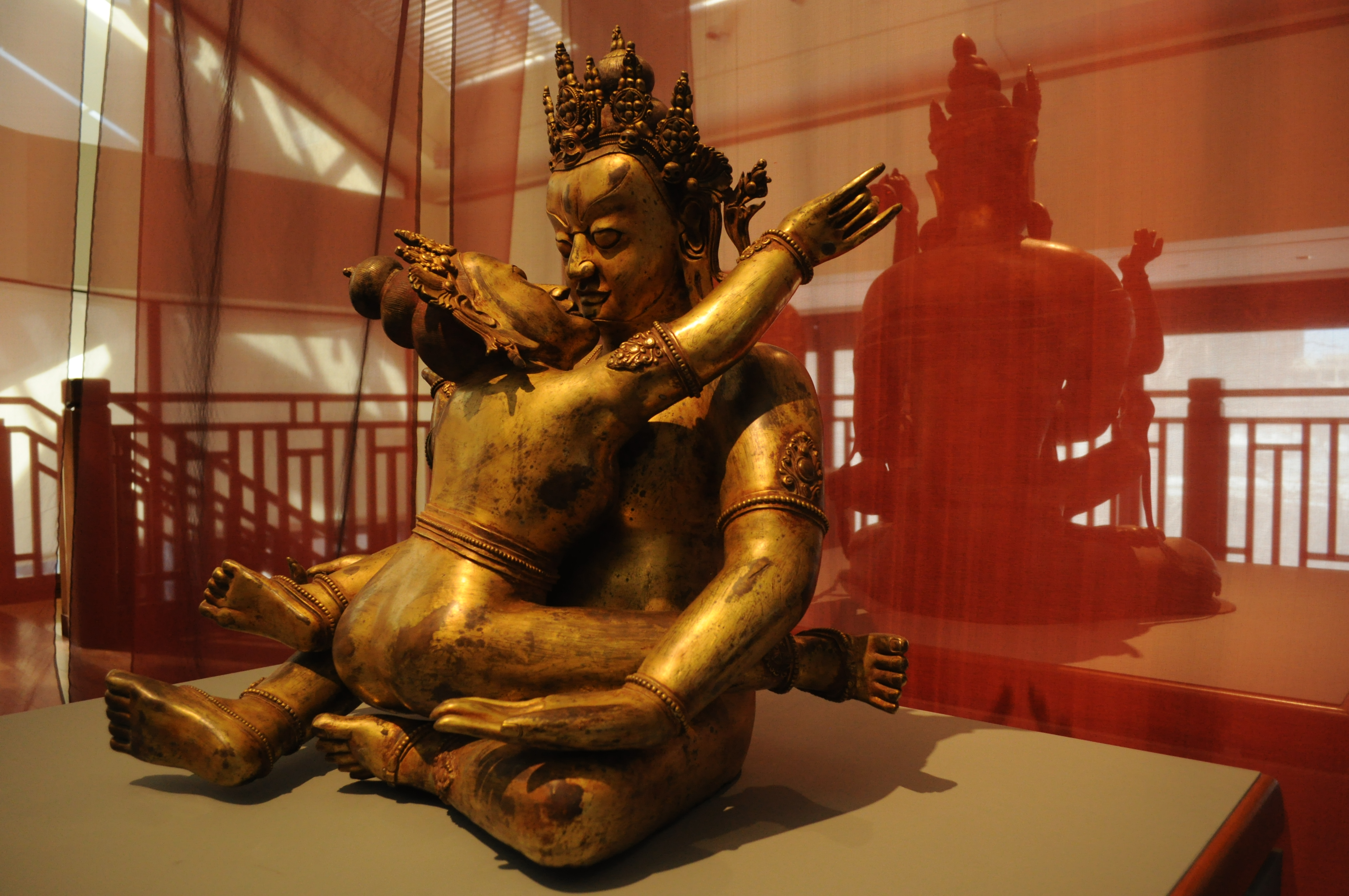
Representació del yabyum, unió de la saviesa i compassió

Les shaktis són les companyes femenines dels budes celestials, permeten que el poder no manifestat dels budes Dhyani agafin formin i tinguin substància. Els shaktis moltes vegades apareixen representades al costat del Buda i en una posició d'abraçada sexual anomenada yabyum. Simbòlicament, el Buda és la compassió i la seva Shakti és la saviesa. En aquest cas el shakti espiritual de Ranasambhava és Vajradhatvisvari.

## Història de la seva representació
En la tradició budista, fora del mandala dels cinc budes, Ratnasambhava no ha tingut molta importància fins fa uns segles. Mentre que figures com Amitabha i Vairochana són coneguts en tot el nord d'Àsia i tenen devots i saddhanas, el culte de devoció a Ratnasambhava no ha sigut tan destacat. Tanmateix, amb l'establiment del budisme a Occident hi ha raons per pensar que ha arribat el seu moment de fer-se conèixer, ja que posseeix una constel·lació de qualitats i associacions les quals poden atreure a la gent de la societat moderna i industrialitzada. Les representacions de Ratnasambhava en l'art budista s'han desenvolupat al llarg del temps en diferents tradicions budistes, particularment en el budisme "mahayana" i "vajrayana". La iconografia de Ratnasambhava ha evolucionat per reflectir els seus atributs i sabers claus. Al llarg dels segles, les històries i ensenyances sobre Ratnasambhava s'han transmès a través de textos sagrats, relats orals i practiques rituals en les comunitats budistes.

## Tantra
Aquest Buda pertany al Tantra Anutarayoga que és una de les escoles tibetanes de la Sarma que correspon a la quarta fase o classe superior de la pràctica tàntrica. S'utilitzen mètodes interns especials per actualitzar-se a un mateix com a figura búdica (yidam). La figura búdica és una forma emanada d'un Buda possiblement amb múltiples cares, braços i cames com es representa els practicants tàntrics. Això es fa per crear en la ment un vincle estret amb la figura per poder arribar al despertar a través de la pràctica del tantra. Per així poder arribar a relacionar la nostra pròpia existència amb la consciència tàntrica. La base per poder fer aquesta relació són els cinc principis búdics o les cinc famílies búdiques. Es diuen d'aquesta forma perquè són una extensió de nosaltres mateixos definits per característiques diferents.
El Tantra Anutarayoga és conegut com el "Tantra de la Classe Suprema" i inclou pràctiques molt avançades i profundes. Aquestes formes multifacètiques simbolitzen diferents aspectes de la il·luminació i les múltiples habilitats que un Buda posseeix per ajudar els éssers sentients. Aquesta identificació no és només un exercici d'imaginació, sinó una tècnica profunda per transformar la pròpia percepció i experiència de la realitat.
A través de la meditació tàntrica, es busca arribar a relacionar la nostra pròpia existència amb la consciència tàntrica, transcendint les limitacions de l'ego i les emocions negatives. Aquestes famílies són extensions de les qualitats internes dels practicants, definides per característiques diferents i estan associades amb diferents Budes i colors simbòlics:
- Vairochana - Associat amb el color blanc i la saviesa de la realitat última.
- Akshobhya - Associat amb el color blau i la saviesa semblant a un mirall.
- Ratnasambhava - Associat amb el color groc i la saviesa de la igualtat.
- Amitabha - Associat amb el color vermell i la saviesa de la discriminació.
- Amoghasiddhi - Associat amb el color verd i la saviesa de l'acció compassiva.

A través de la pràctica i la meditació en aquestes famílies búdiques, els practicants poden transformar les seves emocions negatives en les savieses corresponents i, així, avançar cap a la il·luminació.

## Les cinc famílies búdiques
Les cinc famílies es denominen vajra, ratna, padma, karma i buda. La família quan és associada amb una persona descriu el seu estil, la seva forma de percebre el món i d'estar en ell. Cada família té una expressió neuròtica que es reflecteix en un aspecte de saviesa. A part de descriure tot això els podem associar a diferents elements, direccions, estacions. Les cinc famílies són les següents:
1. La família Tathagata (representat amb una roda), amb la figura búdica de Vairochana.
2. La família de joies, amb la figura búdica Ratnasambhava.
3. La família de loto, amb les figures búdiques de Amitabha i Avalokiteshvara.
4. La família del karma (representat amb una espasa), amb les figures búdiques Amoghasiddhi i Tara.
5. La família vajra, amb la figura búdica Akshobhya.[12]

### La família Ratna
La família Ratna és un sentit d'expansió i d'enriquiment del nostre entorn, és abundància, però aquesta abundància té una altra cara amb problemes i debilitats. L'expressió positiva d'aquesta família és el principi de riquesa, sentir-se abundants. Hi ha una sensació d'extensió i expansió en la terra. L'expressió il·luminada és la saviesa d'equanimitat, ja que ho pot incloure tot en el seu entorn, per aquest mateix motiu Ratna és associat a l'element terra.
La terra, com a element associat a Ratna, simbolitza estabilitat i fertilitat. Així com la terra proporciona nutrients i suport per al creixement de totes les formes de vida, la família Ratna promou el creixement interior i l'expansió de la consciència. En aquest context, les persones connectades amb la família Ratna treballen per transformar les emocions negatives, com l'orgull i la cobdícia, en qualitats positives com la generositat i l'equanimitat.
A més, en el budisme tibetà, la família Ratna està associada amb diverses deïtats i símbols que reforcen aquestes qualitats. Els mandales que inclouen Ratnasambhava sovint presenten imatges riques en detalls i colors, reflectint la plenitud i la diversitat de la vida. Els practicants que mediten en aquests mandales poden trobar inspiració per desenvolupar una visió més inclusiva i compassiva del món, reconeixent la interconnexió de totes les coses.
Aquesta família ens recorda la importància de veure la riquesa no només en termes materials, sinó com una abundància de recursos interiors i relacions significatives que poden enriquir la nostra experiència de vida. Aquesta visió holística de l'abundància ens ajuda a apreciar la bellesa i la complexitat del món, fomentant un esperit de generositat i equanimitat que beneficia tant a nosaltres mateixos com als altres.

#### Iconografia del mandala

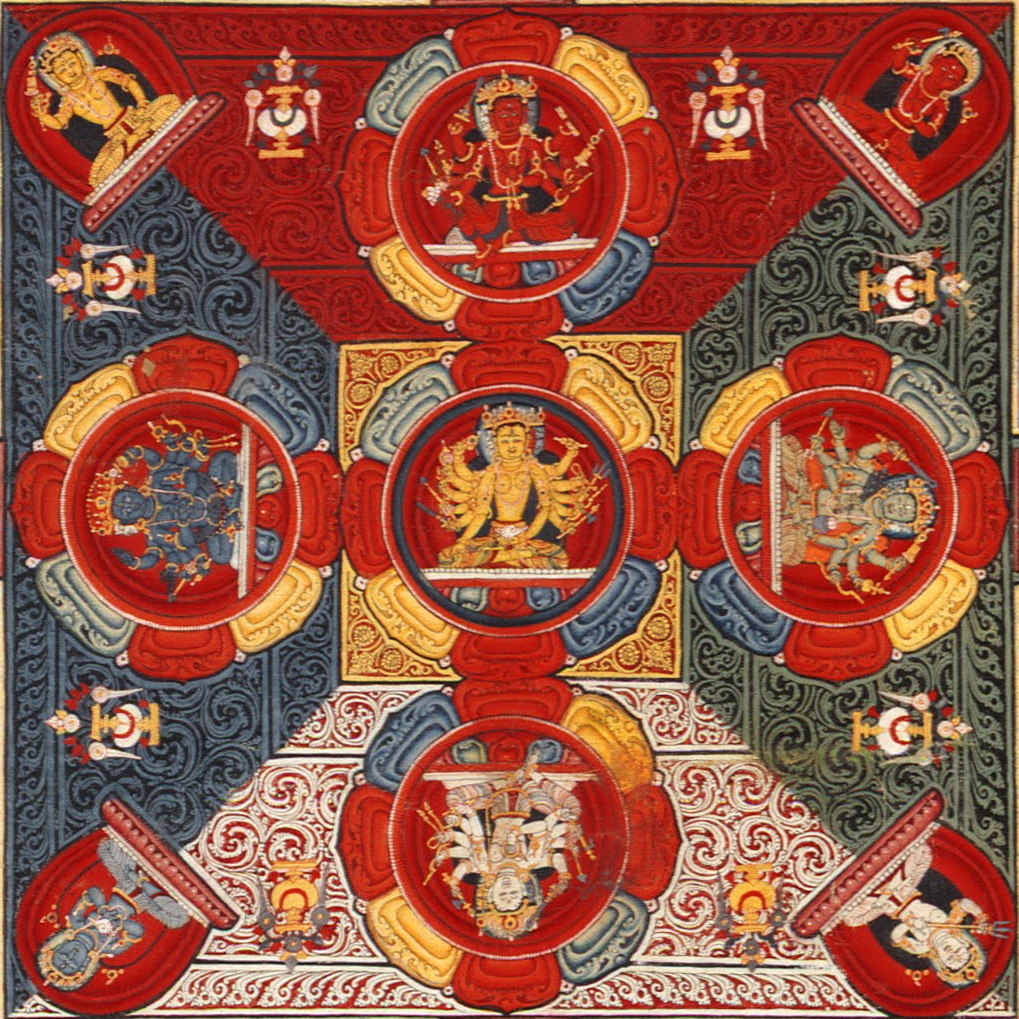
Mandala de les cinc famílies búdiques, representació de les seves deitats

En la iconografia tàntrica en la qual es representa com a mandala les cinc famílies búdiques estan representades en el centre i com el símbol dels quatre punts cardinals. El mandala en aquest aspecte és la representació de la saviesa. La disposició de la família del buda és col·locar-lo al centre, el vajra es troba a l'est, el padma a l'oest, el karma al nord i en el sud trobem a ratna. Ratna es vincula amb la riquesa i aquesta riquesa és simbolitzada amb una joia i el color groc. Ratna també es vincula amb la melodia.
El mandala de les cinc famílies búdiques no només és una eina de meditació sinó també una representació visual de les qualitats que els practicants busquen cultivar. La ubicació de Ratna al sud reflecteix la seva connexió amb la generositat i la capacitat de veure la riquesa en totes les formes, ja siguin materials, emocionals o espirituals. Això ajuda als practicants a desenvolupar una visió més equilibrada i inclusiva del món, reconeixent la interconnexió i la interdependència de totes les coses.
Els detalls del mandala, incloent-hi els colors, les formes i les disposicions específiques de les deïtats, tenen significats profunds que guien els practicants en la seva meditació. En meditar sobre el mandala, es busca integrar aquestes qualitats dins de la pròpia vida, transformant les emocions negatives i cultivant la saviesa i la compassió. La presència de la família Ratna en aquest context recorda la importància de l'equanimitat i la capacitat de veure la riquesa i el valor en totes les coses.
| Deitat        | Consort            | Bodhisattva    | Color   | Direcció | Mudra            | Símbol familiar   | Vehicle       | Element |
| ------------- | ------------------ | -------------- | ------- | -------- | ---------------- | ----------------- | ------------- | ------- |
| Vairochana    | Dharmadhatvishvari | Samantabhadra  | blanc   | centre   | Dharmachakra     | roda, Tathagata   | continuar     | espai   |
| Akshobhya     | Locanā             | Vajrapani      | blau    | est      | Bhumisparsa      | olis              | elefant       | aigua   |
| Ratnasambhava | Mamaki             | Ratnapani      | groc    | sud      | Varada           | joia, ratna       | cavall o lleó | terra   |
| Amitabha      | Pandara            | Avalokiteśvara | vermell | oest     | Meditació Dhyana | padma de lotus    | paó reial     | foc     |
| Amogasiddhi   | Tara verde         | Viśvapāni      | verd    | nord     | Abbaya           | doble karma vajra | garuda        | aire    |